# John Frankenheimer

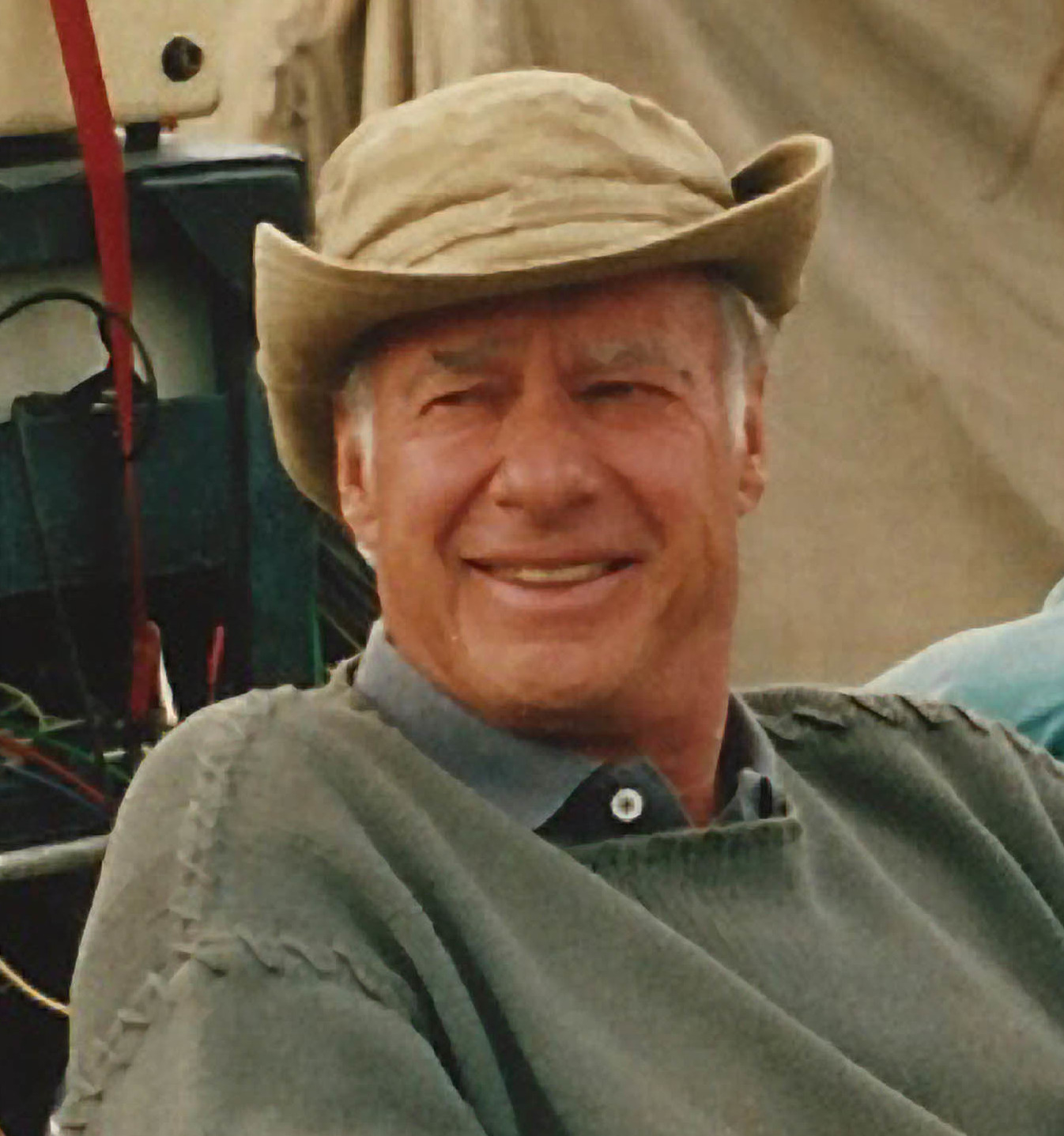
John Frankenheimer

John Michael Frankenheimer (* 19. Februar 1930 in New York City; † 6. Juli 2002 in Los Angeles, Kalifornien) war ein US-amerikanischer Regisseur und Produzent.

## Leben

### Frühe Jahre
John Frankenheimer wurde als Sohn eines aus Deutschland stammenden Juden und einer aus Irland stammenden Katholikin geboren und im katholischen Glauben erzogen. Nach seiner Schulzeit trat Frankenheimer in die US Air Force ein, wo er unter anderem Dokumentar- und Lehrfilme drehte und so die technische Seite des Filmemachens kennenlernte, während er gleichzeitig Bücher zu Filmgeschichte und Filmtheorie las.

### Karriere

#### Die 1950er- und 1960er-Jahre
Nach Beendigung seiner Dienstzeit zog er nach New York City, wo er eine Anstellung als Regieassistent beim Fernsehsender CBS fand. Als Sidney Lumet 1953 die dort produzierte Fernsehserie You Are There als Regisseur verließ, übernahm Frankenheimer seine Position und führte fortan auch bei anderen Serien und Fernsehfilmen Regie.
1957 wandte er sich mit dem Drama Das nackte Gesicht erstmals dem Kino zu. Der Film über einen Teenager (gespielt von James MacArthur), der sich von seinen Eltern und der Gesellschaft entfremdet fühlt, war recht erfolgreich, aber Frankenheimer zog es zurück zum Fernsehen.
So dauerte es bis 1961, bis er bei einem neuen Kinofilm Regie führte – mit dem Kriminalfilm Die jungen Wilden begann Frankenheimer auch eine sehr erfolgreiche Zusammenarbeit mit Burt Lancaster, der in einigen seiner folgenden Filme die Hauptrolle übernahm (in Der Gefangene von Alcatraz (1962), Sieben Tage im Mai (1962) und Der Zug (1964)).
Mit dem Gefängnis-Drama Der Gefangene von Alcatraz (engl. Birdman of Alcatraz) mit Burt Lancaster, Karl Malden und Telly Savalas begann Frankenheimers Aufstieg; der Film brachte ihm eine Nominierung für den Goldenen Löwen der Internationalen Filmfestspiele von Venedig als bester Regisseur ein. Noch im gleichen Jahr erschien sein Film, Botschafter der Angst (The Manchurian Candidate) mit Frank Sinatra, Laurence Harvey, Angela Lansbury und Janet Leigh in den Hauptrollen. Der zur Zeit des Kalten Krieges spielende Thriller über eine Gruppe von Soldaten, die durch eine Gehirnwäsche zu Marionetten der Sowjetunion werden, wurde schnell zu einem Kultfilm. Nach Aussage des Drehbuchautors George Axelrod entwickelte sich der Film vom Flop zum Kultklassiker, ohne vorher ein Erfolg gewesen zu sein (Originalzitat: „It went from failure to cult classic without even being a success“).
Das Thema Paranoia aus Botschafter der Angst griff Frankenheimer auch in seinem nächsten Film auf – Sieben Tage im Mai (Seven Days in May, mit Lancaster, Kirk Douglas und Ava Gardner) handelt von der Möglichkeit eines Staatsstreichs in den USA durch einen erzkonservativen General, der die Abrüstungspolitik des US-Präsidenten ablehnt. Mit diesem Film verstärkte Frankenheimer seine Kritik an den konservativen Kräften in den USA und dem einsetzenden Kampf gegen den Kommunismus unter Senator Joseph McCarthy. Drei Wochen vor dem Filmstart erschien allerdings Stanley Kubricks thematisch verwandte Komödie Dr. Seltsam oder: Wie ich lernte, die Bombe zu lieben, aus dessen Schatten Frankenheimers Thriller nicht heraustreten konnte.
1964 übernahm er die Regie des aufwändigen Action-Thrillers Der Zug (The Train, mit Burt Lancaster, Paul Scofield und Jeanne Moreau), nachdem der Regisseur Arthur Penn von den Produzenten gefeuert worden war. Der Film handelt von einem Kunstraub der Wehrmacht im Zweiten Weltkrieg, der vom französischen Widerstand verhindert wird. Frankenheimer wollte bei diesem Film soviel Realismus wie möglich erreichen und verzichtete daher auf Modelle und vergleichbare Tricks.
Danach nahm sich Frankenheimer eine Auszeit und ließ sich in Frankreich nieder. Zwei Jahre später (1966) kehrte er in die USA zurück um seinen nächsten Film zu drehen – Der Mann, der zweimal lebte wird oft als Abschluss seiner Paranoia-Trilogie bezeichnet. Rock Hudson spielt darin einen Mann, der gegen seinen Willen eine neue Identität erhält und von einer Geheimgesellschaft zur Einhaltung dieser Identität gezwungen wird. Der Film wurde zwar beim Filmfestival Cannes für eine Goldene Palme als bester Film nominiert, konnte die Kritiker aber nicht überzeugen.
Noch im gleichen Jahr verwirklichte er sein Rennfahrer-Drama Grand Prix mit James Garner, Eva Marie Saint, Yves Montand und Toshirō Mifune in den Hauptrollen. Mit diesem Projekt konnte Frankenheimer seine Vorliebe für schnelle Autos ausleben. Wie zuvor in Der Zug verzichtete er auch hier auf jegliche Tricks, die den Realismus beeinträchtigt hätten. Es sollten keine höheren Geschwindigkeiten als real gefahren bei den Rennwagen vorgetäuscht werden.

#### Krise
Frankenheimer unterstützte Ende der 1960er seinen Freund Robert F. Kennedy bei dessen Präsidentschaftskandidatur und filmte unter anderem dessen Wahlkampfauftritte. Er fuhr Kennedy auch am 6. Juni 1968 zum Ambassador Motel in Los Angeles, wo dieser einem Attentat zum Opfer fiel. Für Frankenheimer wurde dies zum traumatischen Erlebnis, das ihn in den Alkoholismus trieb, den er erst 1980 überwinden konnte. In der Folge drehte er nur noch wenige Filme, die mittelmäßig bis schlecht ausfielen. Sein Renommee als Regisseur sank beständig.
Auch in den 1970er und 1980er Jahren machte er nur durch wenige Filme auf sich aufmerksam. Erwähnenswert sind das Drama The Iceman Cometh nach der Bühnenvorlage von Eugene O’Neill mit Lee Marvin, Fredric March und Robert Ryan, sowie die Fortsetzung von French Connection – Brennpunkt Brooklyn (engl. French Connection II) mit Gene Hackman und Fernando Rey. Seiner Karriere konnte er damit allerdings keinen neuen Auftrieb geben.

#### Comeback in den 1990er-Jahren
Erst in den 1990er Jahren gelang ihm mit aufwändigen Fernsehfilmen ein Comeback. Für das Action-Drama Against the Wall über einen Gefängnisaufstand mit Kyle MacLachlan und Samuel L. Jackson in den Hauptrollen erhielt er 1994 einen Emmy als bester Regisseur; ein Erfolg, den er mit seinen beiden nächsten Filmen, Flammen des Widerstandes (The Burning Season, mit Raúl Juliá und Carmen Argenziano) sowie Andersonville (mit Jarrod Emick und Frederic Forrest) wiederholen konnte.
Durch diese drei Emmys in Folge wurde er nach einer langen Durststrecke wieder zum gefragten Regisseur und wandte sich auch wieder verstärkt Kinofilmen zu, wobei er mit DNA – Die Insel des Dr. Moreau (The Island of Dr. Moreau) jedoch zunächst einen enormen Flop drehte. Frankenheimer übernahm die Regie von Richard Stanley bei einer Produktion, die von Anfang an unter den Starallüren seiner Hauptdarsteller Marlon Brando und Val Kilmer litt. Mit letzterem machte Frankenheimer derart schlechte Erfahrungen, dass er öffentlich schwor, nie wieder mit diesem zusammenarbeiten zu wollen. Der Film wurde von Kritikern verrissen und auch vom Publikum gemieden. Frankenheimer wurde sogar mit einer Nominierung für die Goldene Himbeere als schlechtester Regisseur bedacht.
Frankenheimers wieder aufstrebender Karriere tat dies jedoch keinen Abbruch – er erhielt ein Jahr später für den Fernsehfilm George Wallace wiederum einen Emmy. Mit dem Drama über den gleichnamigen Gouverneur des US-Bundesstaates Alabama entwickelte sich auch seine Freundschaft zu dem Schauspieler Gary Sinise, mit dem er dann noch ein weiteres Mal zusammenarbeiten konnte.
1998 drehte er den Actionthriller Ronin, der trotz Starbesetzung (Robert De Niro, Jean Reno, Sean Bean und Natascha McElhone) ebenfalls nicht das Massenpublikum erreichte. Wie schon bei Grand Prix legte Frankenheimer auch hier großen Wert auf die realistische Darstellung der Verfolgungsfahrten in Südfrankreich und in Paris. Sein nächster Film, der Gangsterthriller Reindeer Games mit Ben Affleck, Gary Sinise und Charlize Theron, der sein letzter Kinofilm wurde, teilte dieses Schicksal.
Path to War von 2002 war ein Fernsehfilm, den er für den Bezahlfernsehsender HBO drehte. Hierin spielt Michael Gambon den US-Präsidenten Lyndon B. Johnson in der Auseinandersetzung mit seinen Beratern (dargestellt von Donald Sutherland und Alec Baldwin) über die Eskalation des Vietnamkriegs. Der Film erhielt viel Kritikerlob und wurde für einen Emmy nominiert.

### Privates und Tod
Frankenheimer war dreimal verheiratet, wobei die beiden ersteren geschieden wurde. Seine dritte Ehe mit der Schauspielerin Evans Evans (1932–2024) schloss er 1963 in Paris, diese hielt bis zu seinem Tod. Frankenheimer zog sich im Juni 2002 nach einer Rückenoperation von dem Prequel zu Der Exorzist zurück. Er starb an den Folgen eines Schlaganfalls nach besagter Operation im Alter von 72 Jahren.
Frankenheimer war aktives Mitglied der US-amerikanischen Gewerkschaft der Regisseure (DGA) und wurde mehrfach in deren Präsidium gewählt. Nach seinem Tod richtete seine Familie im Jahr 2002 zusammen mit der DGA eine Stiftung zur Förderung und Ausbildung junger Filmemacher ein. Von der Stiftung wird seit 2003 ein mit 5000 US-Dollar dotierter Förderpreis namens John Frankenheimer Memorial Fellowship vergeben, den seine Witwe, Evans Frankenheimer initiierte.

## Filmografie (Auswahl)
- 1959: Das nackte Gesicht (The Young Stranger)
- 1961: Die jungen Wilden (The Young Savages)
- 1962: Mein Bruder, ein Lump (All Fall Down)
- 1962: Der Gefangene von Alcatraz (Birdman of Alcatraz)
- 1962: Botschafter der Angst (The Manchurian Candidate)
- 1964: Sieben Tage im Mai (Seven Days in May)
- 1964: Der Zug (The Train)
- 1966: Der Mann, der zweimal lebte (Seconds)
- 1966: Grand Prix
- 1967: The Extraordinary Seaman
- 1968: Ein Mann wie Hiob (The Fixer)
- 1969: Die den Hals riskieren (The Gypsy Moths)
- 1970: Der Sheriff (I Walk the Line)
- 1971: Die Steppenreiter (The Horsemen)
- 1973: The Iceman Cometh
- 1974: König Ballermann (99 and 44/100% Dead)
- 1975: French Connection II
- 1977: Schwarzer Sonntag (Black Sunday)
- 1979: Prophezeiung (Prophecy)
- 1982: Der Regenmacher (The Rainmaker, Fernsehfilm)
- 1982: Wenn er in die Hölle will, laß ihn gehen (The Challenge)
- 1985: Der 4 1/2 Billionen Dollar Vertrag (The Holcroft Covenant)
- 1986: 52 Pick-Up
- 1989: Dead Bang – Kurzer Prozess (Dead-Bang)
- 1990: Powerplay (The Fourth War)
- 1991: Verliebt in die Gefahr (Year of the Gun)
- 1991: Geschichten aus der Gruft (Tales from the Crypt, Fernsehserie, Folge Der Serienmörder)
- 1994: Against the Wall (Fernsehfilm)
- 1994: Flammen des Widerstandes (The Burning Season, Fernsehfilm)
- 1996: DNA – Die Insel des Dr. Moreau (The Island of Dr. Moreau)
- 1997: Wallace (George Wallace, Fernsehfilm)
- 1998: Ronin
- 1999: Wehrlos – Die Tochter des Generals (The General’s Daughter, nur Darsteller)
- 2000: Wild Christmas (Reindeer Games)
- 2001: Ambush (Kurzfilm aus der Kurzfilm-Reihe The Hire)
- 2002: Path to War – Entscheidung im Weißen Haus (Path to War, Fernsehfilm)

## Auszeichnungen
Filmfestival Cannes
- 1966 – Nominierung für die Goldene Palme als bester Film für Der Mann, der zweimal lebte

Golden Globe
- 1963 – Nominierung für Botschafter der Angst
- 1965 – Nominierung für Sieben Tage im Mai

Mostra
- 1962 – Nominierung für den Goldenen Löwen als bester Film für Der Gefangene von Alcatraz

Goldene Himbeere
- 1997 – Nominiert als schlechtester Regisseur für DNA – Die Insel des Dr. Moreau

Primetime Emmy
- 1994 – Auszeichnung für Against the Wall
- 1995 – Auszeichnung für Flammen des Widerstands
- 1996 – Auszeichnung für Andersonville
- 1998 – Auszeichnung für Wallace

Darüber hinaus wurde er zehn weitere Male für einen Emmy nominiert.